# Potenziale vettore
In calcolo vettoriale il potenziale vettore è un campo vettoriale il cui rotore è un dato campo vettoriale. È l'analogo del potenziale scalare, che è un campo scalare il cui gradiente è un dato campo vettoriale.

## Definizione
Dato un campo vettoriale {\displaystyle {\boldsymbol {\alpha }}:{\boldsymbol {\Omega }}_{2}\subseteq \mathbb {R} ^{3}\longrightarrow \mathbb {R} ^{3}} di classe {\displaystyle C^{1}}, il potenziale vettore di {\displaystyle {\boldsymbol {\alpha }}} è un campo {\displaystyle {\boldsymbol {\beta }}_{2}:{\boldsymbol {\Omega }}_{2}\subseteq \mathbb {R} ^{3}\longrightarrow \mathbb {R} ^{3}} di classe {\displaystyle C^{2}} definito formalmente dalla relazione
{\displaystyle {\boldsymbol {\alpha }}=\nabla \times {\boldsymbol {\beta }}_{2}}
ovvero {\displaystyle {\boldsymbol {\alpha }}} è il rotore di {\displaystyle {\boldsymbol {\beta }}_{2}}.
Poiché la divergenza di un rotore di un campo {\displaystyle C^{2}} è nulla, {\displaystyle {\boldsymbol {\alpha }}} deve avere divergenza nulla, cioè:
{\displaystyle \nabla \cdot {\boldsymbol {\alpha }}=0}
Esplicitando le componenti del rotore di {\displaystyle {\boldsymbol {\beta }}_{2}} si ottiene il seguente sistema di 3 funzioni a 3 variabili con, quindi, 9 gradi di libertà:
{\displaystyle \left\{{\begin{matrix}{\frac {\partial \beta _{2z}}{\partial y}}-{\frac {\partial \beta _{2y}}{\partial z}}=\alpha _{x}\\{\frac {\partial \beta _{2x}}{\partial z}}-{\frac {\partial \beta _{2z}}{\partial x}}=\alpha _{y}\\{\frac {\partial \beta _{2y}}{\partial x}}-{\frac {\partial \beta _{2x}}{\partial y}}=\alpha _{z}\end{matrix}}\right.}
dove {\displaystyle \alpha _{x},\alpha _{y},\alpha _{z}} sono le tre componenti del campo.
Un ulteriore metodo di calcolo del potenziale vettore si può ottenere applicando il teorema del rotore. Con un'opportuna scelta della superficie aperta, la cui traccia è  {\displaystyle S}, il flusso del campo è uguale al flusso del rotore
{\displaystyle \int _{S}{\boldsymbol {\alpha }}\cdot \ \operatorname {d} {\boldsymbol {s}}=\int _{S}(\nabla \times {\boldsymbol {\beta }}_{2})\cdot \operatorname {d} {\boldsymbol {s}}=\oint _{\partial S}{\boldsymbol {\beta }}_{2}\cdot \operatorname {d} {\boldsymbol {r}}}
dove l'ultima uguaglianza è dovuta al fatto che, per la definizione del potenziale, il flusso è uguale alla circuitazione di {\displaystyle {\boldsymbol {\beta }}} lungo la frontiera. Il potenziale vettore di un campo è definito a meno di un gradiente poiché il rotore del gradiente di una funzione di classe {\displaystyle C^{2}} è sempre nullo. Sia {\displaystyle {\boldsymbol {\beta }}_{2}+\nabla \beta _{1}}, dove {\displaystyle {\boldsymbol {\beta }}_{2}} è un potenziale vettore di {\displaystyle {\boldsymbol {\alpha }}} e {\displaystyle \beta _{1}} è un potenziale scalare della seconda classe di continuità. Applicando la definizione:
{\displaystyle \nabla \times ({\boldsymbol {\beta }}_{2}+\nabla \beta _{1})=\nabla \times {\boldsymbol {\beta }}_{2}+\nabla \times \nabla \beta _{1}={\boldsymbol {\alpha }}}
Si evince come {\displaystyle \nabla \beta _{1}} non influisca sulla definizione del potenziale vettore. Quest'ultima trasformazione è un esempio di invarianza di gauge.

## Esempi

### Potenziale magnetico
Il potenziale vettore del campo magnetico, indicato solitamente con A, è un campo vettoriale tale che il vettore campo magnetico B sia uguale al rotore di A:
{\displaystyle \mathbf {B} _{0}(x,y,z)=\mathbf {\nabla } \times \mathbf {A} _{0}(x,y,z)}
Il potenziale vettore è determinato a meno del gradiente di una funzione arbitraria {\displaystyle V} (Trasformazione di Gauge). Infatti il rotore di un gradiente è identicamente nullo:
{\displaystyle \mathbf {\nabla } \times (\mathbf {A} _{0}+\mathbf {\nabla } V)=\mathbf {\nabla } \times \mathbf {A} _{0}}
Applicando il rotore all'equazione del potenziale vettore si ottiene, sapendo che la divergenza di un campo solenoidale è nulla:
{\displaystyle \mathbf {\nabla } \times \mathbf {B} _{0}=\mathbf {\nabla } \times \mathbf {\nabla } \times \mathbf {A} _{0}=\mathbf {\nabla } (\mathbf {\nabla } \cdot \mathbf {A} _{0})-\mathbf {\nabla } ^{2}\mathbf {A} _{0}=-\mathbf {\nabla } ^{2}\mathbf {A} _{0}}
e ricordando la Legge di Ampère si ha che:
{\displaystyle \mathbf {\nabla } \times \mathbf {B} _{0}=-\mathbf {\nabla } ^{2}\mathbf {A} _{0}=\mu _{0}\rho _{E}\mathbf {v} }.
Questo implica che le componenti di {\displaystyle \mathbf {A} _{0}} verificano l'equazione di Poisson:
{\displaystyle {\begin{cases}\nabla ^{2}A_{0x}=-\mu _{0}\rho _{E}v_{x}\\\nabla ^{2}A_{0y}=-\mu _{0}\rho _{E}v_{y}\\\nabla ^{2}A_{0z}=-\mu _{0}\rho _{E}v_{z}\end{cases}}}
La soluzione dell'equazione esiste ed è unica:
{\displaystyle \mathbf {A} _{0}(\mathbf {r} )={\frac {\mu _{0}}{4\pi }}\int _{V'}{\frac {\rho _{E}\mathbf {v} (\mathbf {r} ')}{|\Delta \mathbf {r} |}}dV'}
In particolare, per circuiti filiformi:
{\displaystyle \mathbf {A} _{0}(\mathbf {r} )={\frac {\mu _{0}}{4\pi }}I\int _{l'}{\frac {d\mathbf {l} '}{|\Delta \mathbf {r} |}}}.

### Potenziale vettore in fluidodinamica
In fluidodinamica, la dinamica di un flusso incomprimibile (avente quindi divergenza nulla) può essere descritta introducendo un potenziale vettore {\displaystyle {\vec {b}}}, tale per cui valgano {\displaystyle {\vec {u}}=\nabla \times {\vec {b}}} e {\displaystyle {\vec {\omega }}=-\nabla ^{2}{\vec {b}}}, in cui {\displaystyle {\vec {u}}} è il campo di velocità e {\displaystyle {\vec {\omega }}} quello di vorticità. Tale formulazione è utile nelle simulazioni numeriche, in quanto elimina la necessità di calcolare il campo di pressione.
Nel caso in cui il moto sia confinato in due dimensioni, l'unica componente non nulla del potenziale vettore (quella nella direzione perpendicolare al moto) costituisce la cosiddetta funzione di corrente {\displaystyle \psi }, o stream function, definita come:
{\displaystyle u_{x}={\frac {\partial \psi }{\partial y}},\qquad u_{y}=-{\frac {\partial \psi }{\partial x}}.}
L'equazione per la funzione di corrente (ottenuta partendo dall'equazione di Navier-Stokes incomprimibile, o anche dall'equazione della vorticità) è dunque:
{\displaystyle {\frac {\partial }{\partial t}}\left(\nabla ^{2}\psi \right)+{\frac {\partial \psi }{\partial y}}{\frac {\partial }{\partial x}}\left(\nabla ^{2}\psi \right)-{\frac {\partial \psi }{\partial x}}{\frac {\partial }{\partial y}}\left(\nabla ^{2}\psi \right)=\nu \nabla ^{4}\psi .}
Nel caso il flusso sia contemporaneamente irrotazionale e incomprimibile, la funzione di corrente dovrà soddisfare l'equazione di Laplace {\displaystyle \nabla ^{2}\psi =0} , e soprattutto potenziale {\displaystyle \phi } e stream function saranno legati dalle condizioni di Cauchy-Riemann:
{\displaystyle u_{x}={\frac {\partial \phi }{\partial x}}={\frac {\partial \psi }{\partial y}},\qquad u_{y}={\frac {\partial \phi }{\partial y}}=-{\frac {\partial \psi }{\partial x}}}
ciò implica la possibilità di utilizzare la teoria delle funzioni olomorfe per trovare una soluzione analitica all'equazione di Laplace {\displaystyle \nabla ^{2}w=0}, in cui {\displaystyle w} è un potenziale complesso definito come {\displaystyle w=\phi +i\psi }.